# NopCommerce
nopCommerce — програма інтернет-магазину з  відкритим кодом, розроблена на основі технології .NET з використанням бази даних. Продукт доступний за ліцензією nopCommerce Public License V3, та офіційно стартував у жовтні 2008 року для малого та середнього бізнесу.
Продукт має мобільний додаток з відритим кодом за платною підпискою.
Підтримка останніх версій .NET робить nopCommerce кросплатформним рішенням, тобто його можна розробляти та запускати на Windows, Linux або macOS. Останній випуск nopCommerce базується на .NET 7.
nopCommerce можна легко підключити до різних баз даних - Microsoft SQL Server, MySQL і PostgreSQL.
Вихідний код nopCommerce використовує лише популярні, надійні та швидкі бібліотеки сторонніх розробників. Cтек технологій базується на таких сучасних бібліотеках рівня баз даних, як Linq2DB і FluentMigrator.
Легко налаштувати балансування навантаження та веб-ферми. Є можливість підключитися до Redis, щоб підвищити ефективність свого сайту.
nopCommerce підтримує Docker.
Користувачі nopCommerce мають повний контроль над вихідним кодом платформи електронної комерції та можуть розгортати nopCommerce як завгодно.
Сховище проекту GitHub є загальнодоступним і надає останню версію nopCommerce у режимі реального часу.
nopCommerce входить в двадцятку найкращих технологій платформ електронної комерції у 2023 році за версією 6sense https://6sense.com/tech/ecommerce-platform
Для розгортання магазину на сервері під керуванням Windows Server потрібна відповідна кваліфікація.
Завантаження та використання інтернет-магазину nopCommerce для користувача є безкоштовне. Платня потрібна тільки коли користувач бажає відключити посилання на сайт розробника, яке виводиться наприкінці кожної сторінки. На сайті продукту досить багато документації та інформації на потужному форумі. Передбачена платна підтримка. Посібник користувача розповсюджується за плату. Також на сайті проекту є документація.